# Oeganda
Oeganda of Uganda (uitspraak: [uˈɣɑnda]), officieel de Republiek Oeganda of de Republiek Uganda (Engels: Republic of Uganda, Swahili: Jamhuri ya Uganda), is een land op de evenaar in Oost-Afrika dat – met de klok mee en vertrekkend vanuit het noorden – grenst aan Zuid-Soedan, Kenia, Tanzania, Rwanda en Congo-Kinshasa.
Oeganda is een republiek die staatkundig in 77 districten onderverdeeld is, verspreid over vier geografische regio's. Het land werd op 9 oktober 1962 onafhankelijk van het Verenigd Koninkrijk en het ontleent zijn naam aan het koninkrijk Boeganda, dat een deel van het zuiden van het land beslaat waaronder de hoofdstad Kampala. Naast Boeganda zijn er in Oeganda nog vier andere koninkrijken: Ankole, Bunyoro-Kitara, Busoga en Toro.
Staatshoofd is sinds 1986 president Yoweri Kaguta Museveni.

## Geschiedenis

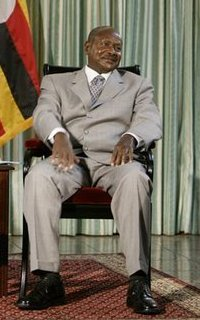
Yoweri Museveni

De vroegste menselijke bewoners van het gebied waren jager-verzamelaars. Ongeveer 2000 tot 1500 jaar geleden kwamen Bantoe-sprekende volkeren, vermoedelijk uit Centraal- en West-Afrika, naar het zuidelijke deel van het land. Zij behoorden tot de Urewe-cultuur en brachten en ontwikkelden landbouw, metaalbewerking en nieuwe sociale en politieke ideeën. In de 14e eeuw werden deze volkeren verenigd in een aantal koninkrijken onder heerschappij van de Chwezi. In de zuidelijke koninkrijken werd na 1500 de macht overgenomen door de Hima, afkomstig uit Ethiopië. Een van hun koninkrijken was het koninkrijk Ankole. De noordelijke koninkrijken werden veroverd door de Luo, een nilotisch volk afkomstig uit Soedan. De koninkrijken van Boeganda en Bunyoro-Kitara zijn voorbeelden hiervan. Bunyoro was het machtigste koninkrijk in de 16e en 17e eeuw, maar werd in de 18e eeuw voorbij gestoken door Boeganda.
In de tweede helft van de 19e eeuw kwamen westerse ontdekkingsreizigers en missionarissen. Tijdens de Koloniale Conferentie van Berlijn in 1885 werd Oeganda toegewezen aan Groot-Brittannië, maar het feitelijke bestuur was in de beginjaren in handen van de British East Africa Company. Nadat deze maatschappij failliet ging in 1893 werd Boeganda een Brits protectoraat. Hetzelfde gebeurde met Bunyoro, Toro en Ankole in 1896. De Britten bouwden een koloniale economie uit met teelt van katoen, koffie en suikerriet. Hiervoor werden ook arbeidskrachten uit Indië ingevoerd.
In 1921 kreeg Oeganda een wetgevende raad maar deze was toen nog volgens de Britse lokale apartheidsregels voorbehouden aan Engelstalige protestantse witte mensen. Het eerste zwarte lid kwam er pas in 1945.
De koloniale grenzen, gecreëerd door Groot-Brittannië om Oeganda af te bakenen, groepeerden een grote verscheidenheid aan etnische groepen met verschillende politieke systemen en culturen. Op 1 januari 1961 riep het koninkrijk Boeganda de onafhankelijkheid uit maar dit werd niet aanvaard door de Britten. Op 9 oktober 1962 werd Oeganda onafhankelijk als bondsstaat waarbinnen de verschillende koninkrijken een grote mate van zelfstandigheid kregen. De etnische verschillen verhinderden het tot stand komen van een werkende politieke gemeenschap na de onafhankelijkheid. Bij de eerste verkiezingen in 1962 behaalde de coalitie van de Uganda People's Congress (UPC) en de koningsgezinde Kabaka Yekka de overwinning. Milton Obote werd premier en later, nadat in 1964 de republiek was uitgeroepen, president. De koning van Boeganda ging in ballingschap en de koninkrijken werden afgeschaft. Obote vormde zijn land om naar een eenheidsstaat en een socialistische dictatuur waar oppositiepartijen werden verboden. In 1971 werd hij afgezet door generaal-majoor Idi Amin. Het dictatoriale regime van Idi Amin (1971-1979) was verantwoordelijk voor de uitwijzing van de Aziatische en witte bevolking in 1972 en de dood van ca. 300.000 tegenstanders. Amin werd verdreven na een militaire interventie van Tanzania en Obote werd terug president. De guerrillaoorlog en schendingen van de mensenrechten onder Milton Obote (1980-1985) kostten nog eens minstens 100.000 levens. Het National Resistance Army van Yoweri Museveni veroverde in 1986 de macht. Zijn bewind heeft relatieve stabiliteit en economische groei gebracht.

## Geografie

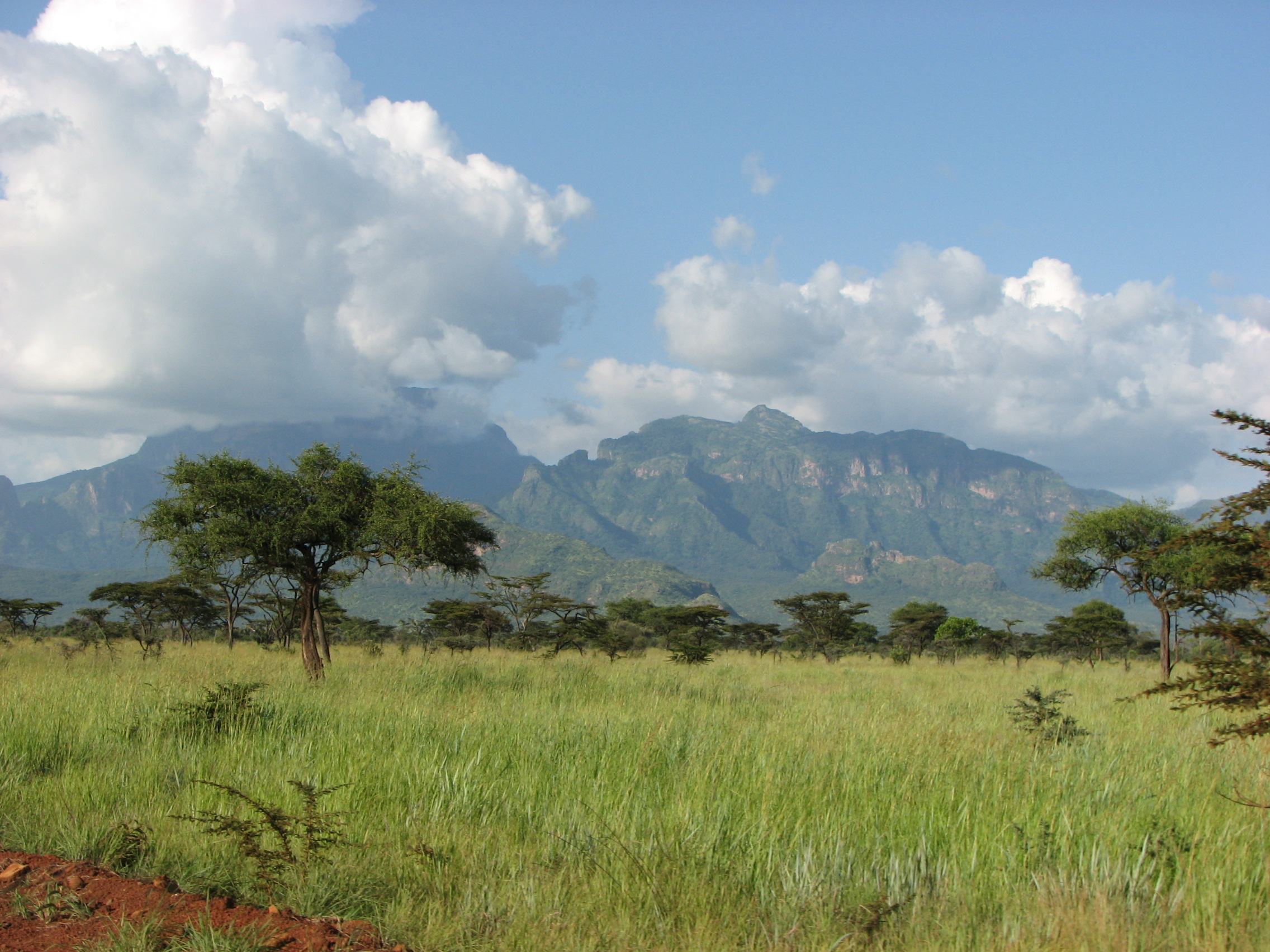
Mount Kadam

In het zuidoosten van Oeganda bevindt zich het grootste meer van Afrika, het Victoriameer. Dit meer behoort voor bijna de helft tot het grondgebied van Oeganda, de rest tot de buurlanden Tanzania (het grootste deel) en Kenia. Rond de meren vindt men moerassen met papyrussoorten. De centrale hoogvlakte bestaat uit boom- en grassavannen. Het droge noordoosten bestaat uit droge savannen en steppe zonder boomgroei

### Steden
Kampala is de hoofdstad en het industriële en bestuurlijke centrum van het land. De stad ligt verspreid over zeven heuvels en de naam betekent 'de heuvels der antilopen'.
Entebbe is een voorstad op ongeveer 40 kilometer afstand van Kampala en ligt aan het Victoriameer. De internationale luchthaven bevindt zich hier. De regering van Oeganda is verplaatst van Entebbe naar Kampala.
Andere steden zijn onder meer Lira, Mbale en Soroti. De dichtstsbevolkte gebieden liggen aan het Victoriameer.

### Wildparken
Het Nationaal park Murchison Falls heeft een oppervlakte van 3860 km² en wordt ook wel Kabalega Falls genoemd. Het ligt op circa zes uur rijden van Kampala. In dit park liggen de Murchison-watervallen. De Witte Nijl stroomt van oost naar west door het park en heeft wilde watervallen en stroomversnellingen. In het park bevinden zich Rothschild-giraffen, nijlpaarden, nijlkrokodillen, olifanten, buffels, leeuwen, verschillende soorten antilopen (waaronder de 'Ugandan Kob') en diverse soorten vogels.
Op 35 kilometer afstand ten zuiden van Fort Portal ligt het 766 km² grote Nationaal park Kibale Forest. Het bestaat uit een savannelandschap met moerasgebieden, kratermeren en tropische wouden. In het wildpark leven chimpansees, olifanten, buffels, knobbelzwijnen en antilopen.
De besneeuwde bergtoppen van het Rwenzorigebergte ('Maanbergen') in het westen van het land voorzien 3% van de bevolking van water met hun smeltwater. Het nationaal park beslaat ongeveer een oppervlakte van 1000 km². Hier bevindt zich ook Mount Stanley, die met zijn 5109 meter de hoogste berg van het land is.
Het Nationaal park Queen Elizabeth is het meest wildrijke van Oeganda, er zijn kuddes olifanten, buffels, nijlpaarden, bavianen en antilopen. Het park is bijna 2000 km² groot en heeft een savannelandschap met afwisselend moerassen, rivieren, meren en tropisch regenwoud.
Het nationaal park Bwindi Impenetrable Forest bevindt zich in het zuidwesten van Oeganda tegen de grens van het Nationaal park Virunga in Congo. In het park leven nog ongeveer 340 berggorilla's waarvan er vier families door toeristen bezocht kunnen worden.

## Staatsinrichting
- Staatsvorm: Republiek (sinds 1963)
- Staatshoofd: Yoweri Museveni, president sinds 1986
- Regeringsleider: Robinah Nabbanja, premier sinds 2021
- Volksvertegenwoordiging: Parlement van Oeganda, 529 leden
- Verkiezingen: Presidentsverkiezingen en parlementsverkiezingen worden om de vijf jaar en tegelijkertijd gehouden op basis van algemeen, enkelvoudig kiesrecht. De meeste recente verkiezingen waren in 2021.

## Bestuurlijke indeling
Oeganda is sinds 2010 staatkundig in 111 districten plus de hoofdstad Kampala verdeeld, verspreid over vier geografische regio's:
- Central
- Eastern
- Northern
- Western

Elk district is verder verdeeld in subdistricten, counties, sub-sounties, gemeenten (parishes) en dorpen.
Een ander type indeling is die in de vijf koninkrijken:
- Boeganda
- Bunyoro-Kitara
- Ankole
- Busoga
- Toro

## Bevolking

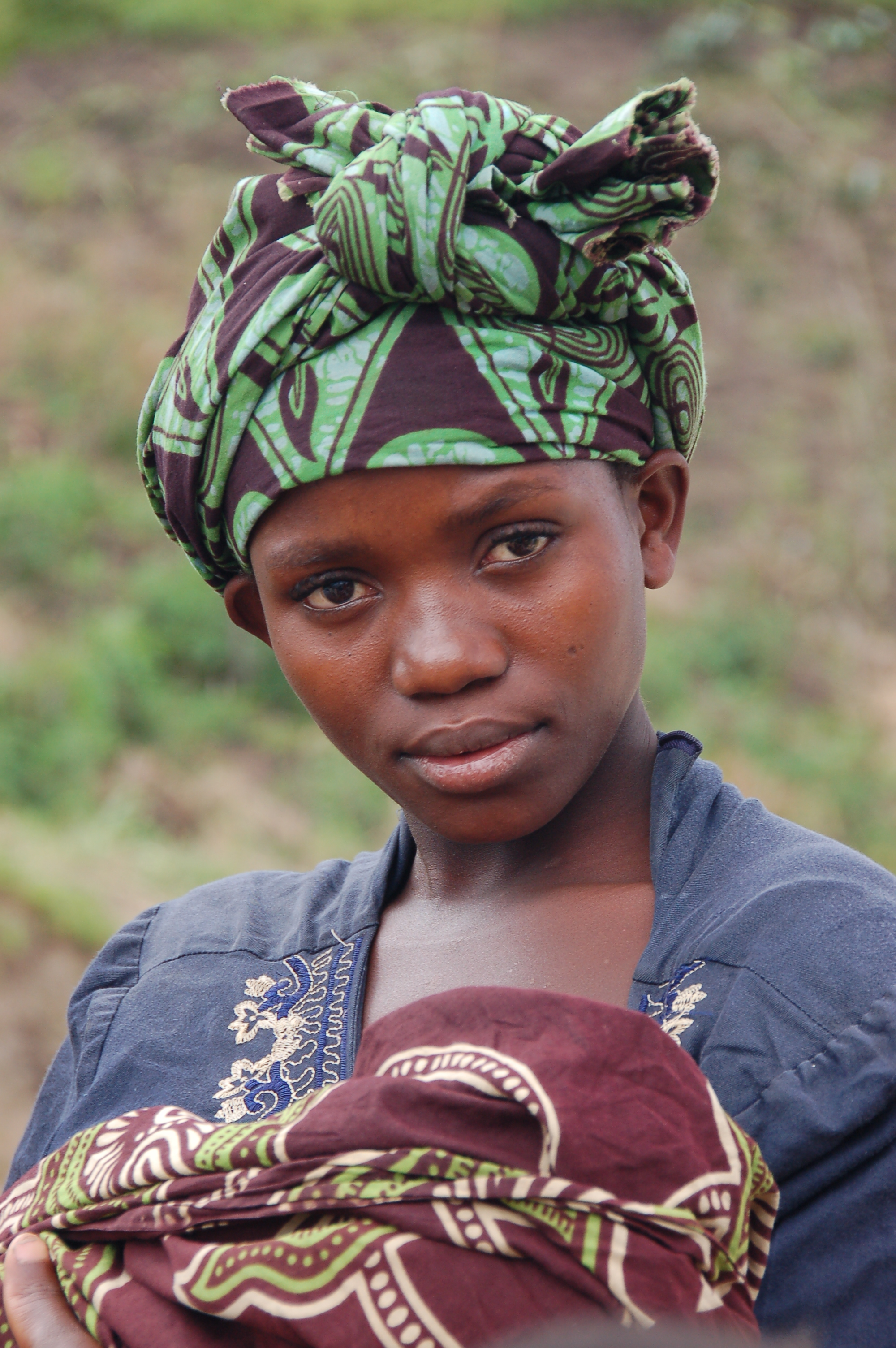
Oegandese vrouw

### Bevolkingsgroepen
In Oeganda leven ongeveer 40 volken en stammen. De bantoetalige volken (Ganda, Soga, Nyankole, Nyaruanda, Chiga, Gisu, Nyoro, Toro) vormen de meerderheid en leven in het zuiden, westen en oosten van het land. Nilotische talen (Lango, Acholi) worden gesproken in het noorden; Nilohamitische talen (Teso, Karamojong) in het noordoosten; Soedantalen (Lugbara) in het noordwesten. Overkoepelende talen zijn het Luganda in het zuiden en het Swahili in het noorden.

### Religie
Volgens de volkstelling van 2002 bestaat 84% van de bevolking van Oeganda uit christenen. De Katholieke Kerk telt het grootste aantal aanhangers (41,9%), gevolgd door de Anglicaanse Kerk van Oeganda (35,9%). Een minderheid van de bevolking is islamitisch (voornamelijk soennisme, volgens de volkstelling 12% van de bevolking). Wat betreft het overige percentage christenen zijn de evangelische en pinkstergemeenten erg actief. Volgens de volkstelling volgt slechts 1% van de bevolking van Oeganda traditionele religies en 0,7% wordt vermeld als ‘overige niet-christenen’, onder wie aanhangers van sekten. Het jodendom wordt door een klein aantal autochtone Oegandezen beleden, die bekendstaan als de Abayudaya. Een van 's werelds zeven Bahá’í-huizen van aanbidding bevindt zich in een buitenwijk van Kampala.
Traditionele lokale geloven bestaan in enkele landelijke gebieden en zijn soms gemengd met of beleden naast het christendom of de islam (syncretisme). Indiërs zijn de belangrijkste immigrantengroep. Leden van deze gemeenschap zijn voornamelijk Isma'ili (sjiitische volgelingen van Aga Khan) of hindoe. De noordelijke en de West-Nijlregio's zijn voornamelijk katholiek, terwijl het district Iganga in Oost-Oeganda het hoogste percentage moslims heeft. De rest van het land kent een verzameling van religieuze groeperingen.

### Armoede
Volgens het Ontwikkelingsprogramma van de Verenigde Naties leeft in Oeganda 37,7% van de bevolking onder de armoedegrens.

## Veiligheid

### Verzetsleger van de Heer
In het noorden van Oeganda was tot 2007 de rebellengroepering het Verzetsleger van de Heer actief. Deze groep onder leiding van Joseph Kony wilde een staat stichten op basis van de Tien geboden uit de Bijbel. Om zijn leger aan te vullen ontvoerde hij kinderen die vervolgens als kindsoldaat of seksslavin gebruikt werden. De rebellengroep is van 1987 tot 2007 actief geweest en heeft naar schatting 20.000 kinderen ontvoerd. In 2007 werd de groep verdreven uit Oeganda.

### Veiligheid van homoseksuelen
In 2011 werd de activist voor homorechten David Kato vermoord in zijn huis in Mukono. Hij procedeerde samen met de organisatie Sexual Minorities Uganda (SMUG) onder andere met succes tegen de tabloid Rolling Stone dat namen en foto's van homo's en lesbiennes had gepubliceerd met de oproep hen te doden. Hij streed ook tegen de wet tegen homoseksualiteit, die bepaalde dat op bepaalde homoseksuele handelingen de doodstraf stond. President Yoweri Museveni tekende in 2014 voor invoering van de wet. Kort daarna hebben opperrechters de antihomowet ongeldig verklaard. Volgens de rechters was de parlementaire stemming over de wet in strijd met de Oegandese grondwet.
In Oeganda vinden al sinds de tijd van Idi Amin regelmatig moorden op homo's plaats die bekend staan als iron bar killings.